# Нузик
Нузи́к (рос. Нузык) — річка в Удмуртії (Увинський, Сюмсинський та Селтинський райони), Росія, ліва притока Кільмезю.
Річка починається за 3 км на північний захід від села Сям-Можга на території Увинського району. Верхня течія спрямована зигзагом на північ-захід і проходить по території Сюмсинського району. Вже на території Селтинського району річка випрямлюється і тече на північний схід. Впадає до Кільмезю нижче колишнього селища Сюниг. Нижня течії протікає через лісові масиви, гирло заболочене. Приймає декілька дрібних приток. В селах Мельничата та Халди збудовано ставки.
Над річкою розташовані села Селтинського району Істомино, Мельничата і Халди. У всіх них та біля гирла через річку збудовано автомобільні мости. Разом з останнім також прокладено нафтопровід.